# Alisalia delicata
Alisalia delicata är en skalbaggsart som beskrevs av Thomas Casey 1911. Alisalia delicata ingår i släktet Alisalia och familjen kortvingar. Inga underarter finns listade i Catalogue of Life.